# Santuario de My Son
El Santuario de My Son (Mỹ Sơn) es un conjunto de templos hindúes abandonados y parcialmente en ruinas, construidos entre el siglo IV y el XIV por los reyes champa (Chiêm Thành en vietnamita). Los templos están dedicados a la veneración del dios Shiva, conocido con varios nombres localmente, el más importante de los cuales es Bhadreshvara.
My Son se encuentra cerca del pueblo de Duy Phú, en el distrito de Duy Xuyên en la provincia de Quang Nam en el centro de Vietnam, a 69 km al sudoeste de la ciudad de Da Nang y aproximadamente a 10 km de la ciudad histórica de Trà Kiệu. Los templos están en un valle de aproximadamente dos kilómetros de ancho que está rodeado por dos cadenas montañosas. 
Desde el siglo IV hasta el XIV, el valle de My Son fue lugar de ceremonias religiosas para los reyes de las dinastías gobernantes de Champa, así como lugar de entierro para la realeza Cham y héroes nacionales. Estaba relacionada estrechamente con las cercanas ciudades Cham de Indrapura (Đồng Dương) y Simhapura (Trà Kiệu). En un momento determinado, el sitio llegó a abarcar más de 70 templos así como numerosas estelas con inscripciones históricamente importantes en sánscrito y en cham.
My Son es quizá el lugar arqueológico habitado durante más tiempo en Indochina, pero una buena parte de su arquitectura fue destruida por el bombardeo en alfombra de los estadounidenses durante una sola semana de la guerra de Vietnam.
El complejo de templos de My Son está considerado como uno de los más destacados complejos de templos hindúes en el sudeste de Asia y es el lugar más destacado de este tipo en Vietnam. A menudo se compara con otros complejos de templos históricos en el sudeste de Asia, como Borobudur de Java en Indonesia, Angkor Wat de Camboya, Bagan de Myanmar y Ayutthaya de Tailandia.
Están inscritos como Patrimonio de la Humanidad por la Unesco desde el año 1999. En su encuentro 23.º, la Unesco acordó este reconocimiento basándose en su criterio C (II), como un ejemplo de evolución y cambio en la cultura, y según el criterio C (III), como evidencia de una civilización asiática que ahora se encuentra extinta.

## Historia
Los más de 70 templos y tumbas existentes en My Son han sido datados del período entre el siglo IV y el XIV. Sin embargo, las inscripciones y otras evidencias indican que probablemente hubo construcciones anteriores hoy desaparecidas desde el siglo IV. El complejo pudo haber sido un centro cultural y religioso de los históricos champa, mientras que el gobierno tenía su sede en la cercana Trà Kiệu o Đồng Dương.

### Bhadravarman ("Fanhuda") y Bhadreśvara

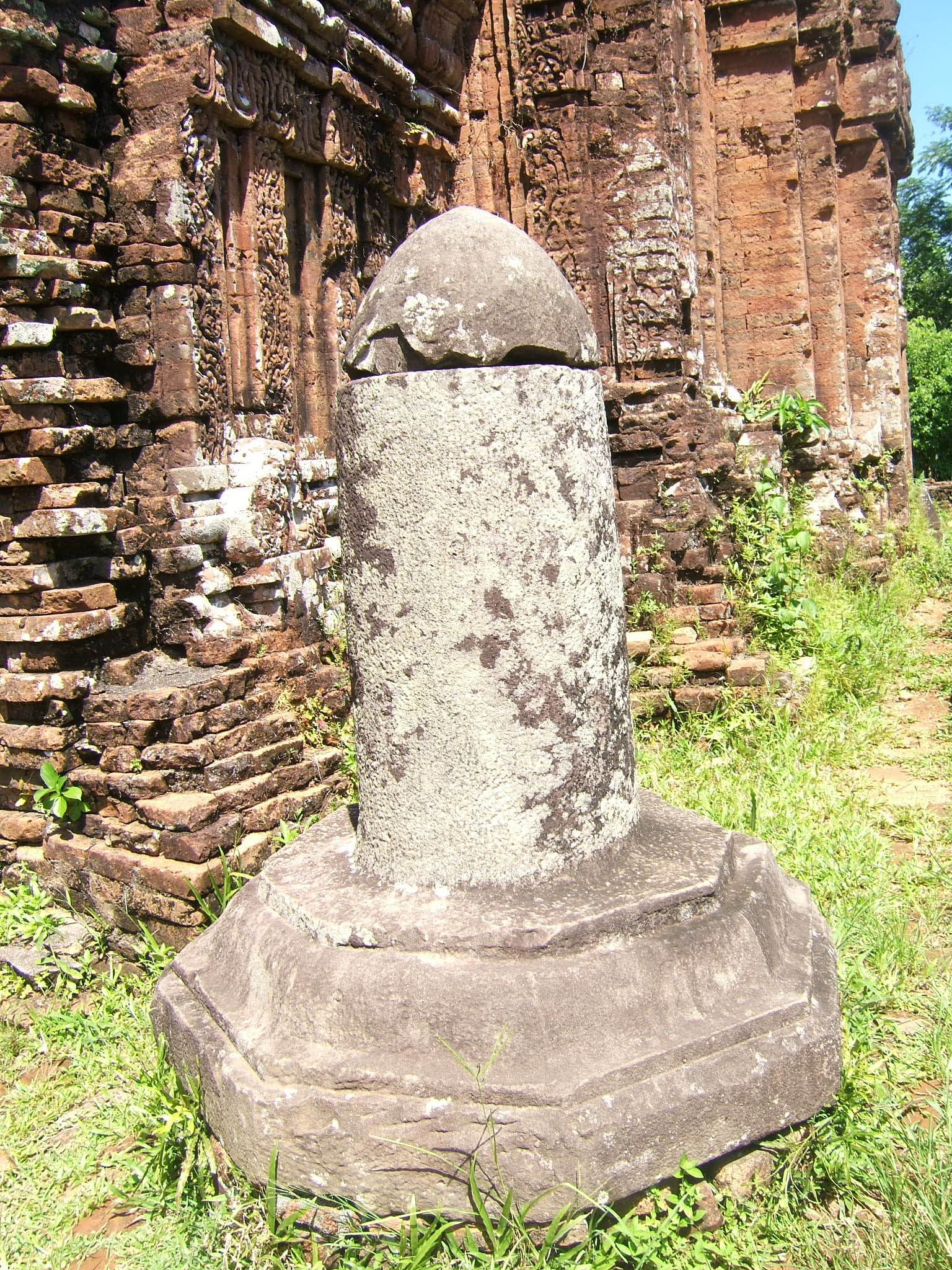
Esta linga de piedra data del. Está cerca del templo conocido como "B4."

Los acontecimientos históricos más antiguos documentados por la evidencia recuperada en My Son se refieren a la época del rey Fànhúdá (en chino 范胡达; pinyin: Fànhúdá; sánscrito Bhadravarman, literalmente "Armadura bendita" pero también significaría flor del Jasminum sambac), que gobernó desde 380 hasta 413, y quien pasó la última parte de su reinado en guerra contra la población de Vietnam septentrional, ocupada por los chinos. En My Son, Bhadravarman construyó una sala conteniendo un lingam para venerar a Shiva bajo el nombre sánscrito Bhadreśvara "Señor bendito", una composición creada a partir del propio nombre del rey y la palabra īśvara "señor" que habitualmente se usaba para referirse a Shiva.
El rey Bhadravarman hizo que se erigiera una estela en My Son cuya inscripción documenta su fundación. La estela indica que el rey dedicó todo el valle de My Son a Bhadreśvara. El texto termina con una petición de Bhadravarman a sus sucesores: "Por compasión hacia mi no destruyáis lo que yo he dado.": 29   Bebiendo de las doctrinas de saṃsāra y karma, añadió, "Si tú destruyes [mi fundación], todas tus buenas obras en tus diferentes nacimientos serán mías, y todas las malas realizadas por mí serán vuestras. Si, por el contrario, mantienes adecuadamente el legado, el mérito te pertenecerá a ti solo." Los sucesores de Bhadravarman atendieron su ruego, a lo que parece, pues My Son se convirtió en el núcleo religioso de Champa durante muchas generaciones.

### Sambhuvarman

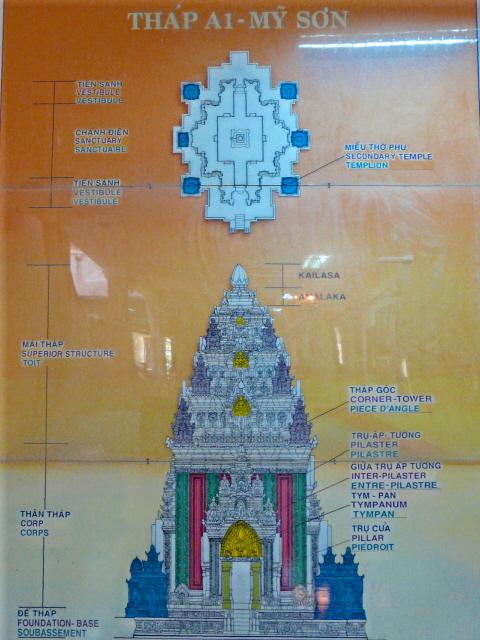
El gran templo "A1" dedicado al dios Sambhubhadresvara por el rey Sambhuvarman en el es ahora un montón de escombros: afortunadamente, los académicos fueron capaces de hacer este diagrama antes de su destrucción sobre la guerra de Vietnam.

Más de dos siglos después de la fundación de Bhadravaman, el templo dedicado a Bhadresvara fue destruido por el fuego. En el siglo VII, el rey Sambhuvarman (Phạm Phạn Chi en vietnamita, Fan Che como se transcribe del chino), que reinó desde 577 hasta 629, reconstruyó el templo, reinstaló al dios bajo el nombre Sambhu-Bhadresvara, y erigió una estela para documentar el acontecimiento.: 326  La estela afirmó que Sambhu-Bhadresvara era el creador del mundo y el destructor del pecado, y expresó el deseo que él "causara felicidad en el reino de Champa." La estela también aplaudía al rey mismo, pretendiendo que era "como un sol terrestre iluminando la noche" y que su gloria se alzaba "como la luna en una tarde de otoño."
Irónicamente, quizás, el reinado de Sambhuvarman se vio oscurecido por una de las invasiones más devastadoras que jamás sufrió el país de Champa. En 605, el general chino Liu Fang llevó un ejército hacia el sur desde la región que es hoy Vietnam septentrional, derrotó a los conductores de elefantes de Sambhuvarman, y saqueó la capital cham, haciéndose con un enorme botín que incluyó más de mil libros budistas así como tabletas de oro conmemorando los reinados de los precedentes dieciocho reyes. Dirigiéndose al norte con su botín, los invasores chinos fueron golpeados por una epidemia que afectó a gran número de ellos, incluido a Liu Fang. Sambhuvarman, por su parte, regresó a casa desde su reino, empezó el proceso de reconstruir, y se aseguró de envíos regulares de tributo a la corte china, para evitar repeticiones del reciente desastre.
Los estudiosos franceses investigando My Son a comienzos del siglo XX identificaron un edificio que aún existía, distinguido por "sus majestuosas proporciones, la antigüedad de su estilo, y la riqueza de su decoración" como el templo de Sambhu-Bhadresvara construido por el Sambhuvarman. Desafortunadamente, el edificio, que se conoce para los estudiosos como "A1", quedó prácticamente destruido por un bombardeo aéreo estadounidense en la guerra de Vietnam y ahora es poco más que un informe montón de ladrillos.

### Prakasadharma
El rey Prakasadharma (Po Kia Pho Pa Mo, como se transcribe a partir del chino) gobernó Champa desde 653 hasta aproximadamente 687. Al subir al trono, también asumió el nombre de Vikrantavarman.: 326  Durante su reinado, extendió las fronteras de Champa hacia el sur y envió embajadores y tributo (incluyendo elefantes domados) a China. Las inscripciones lo vinculan no solo a My Son, pero también a los cercanos asentamientos urbanos de Trà Kiệu y Đồng Dương. Comenzó la práctica religiosa de donar "kosas" o mangas metálicas decoradas para ser colocadas por encima de un lingam. Inusualmente para un rey de Champa, fue dedicado no solo a Shiva, sino también a Visnú.
Una de las más importantes estelas que se pueden encontrar en My Son es que fue erigida por Prakasadharma en 657. El propósito de la estela era conmemorar el establecimiento del rey de un dios identificado como el gobernante del mundo, esto es, Shiva, con vista a superar las semillas de karma que llevan al renacimiento. La estela es importante porque establece los antepasados del rey y es de gran ayuda a la hora de reconstruir la secuencia de los gobernantes de Champa. Entre sus antepasados, destacadamente, el rey pretendió que tuvo a un rey camboyano llamado Isanavarman I. Y como los reyes camboyanos, trazó su árbol genealógico hasta la legendaria pareja del brahman Kaundinya y la princesa nāga Soma.

### Desarrollo posterior

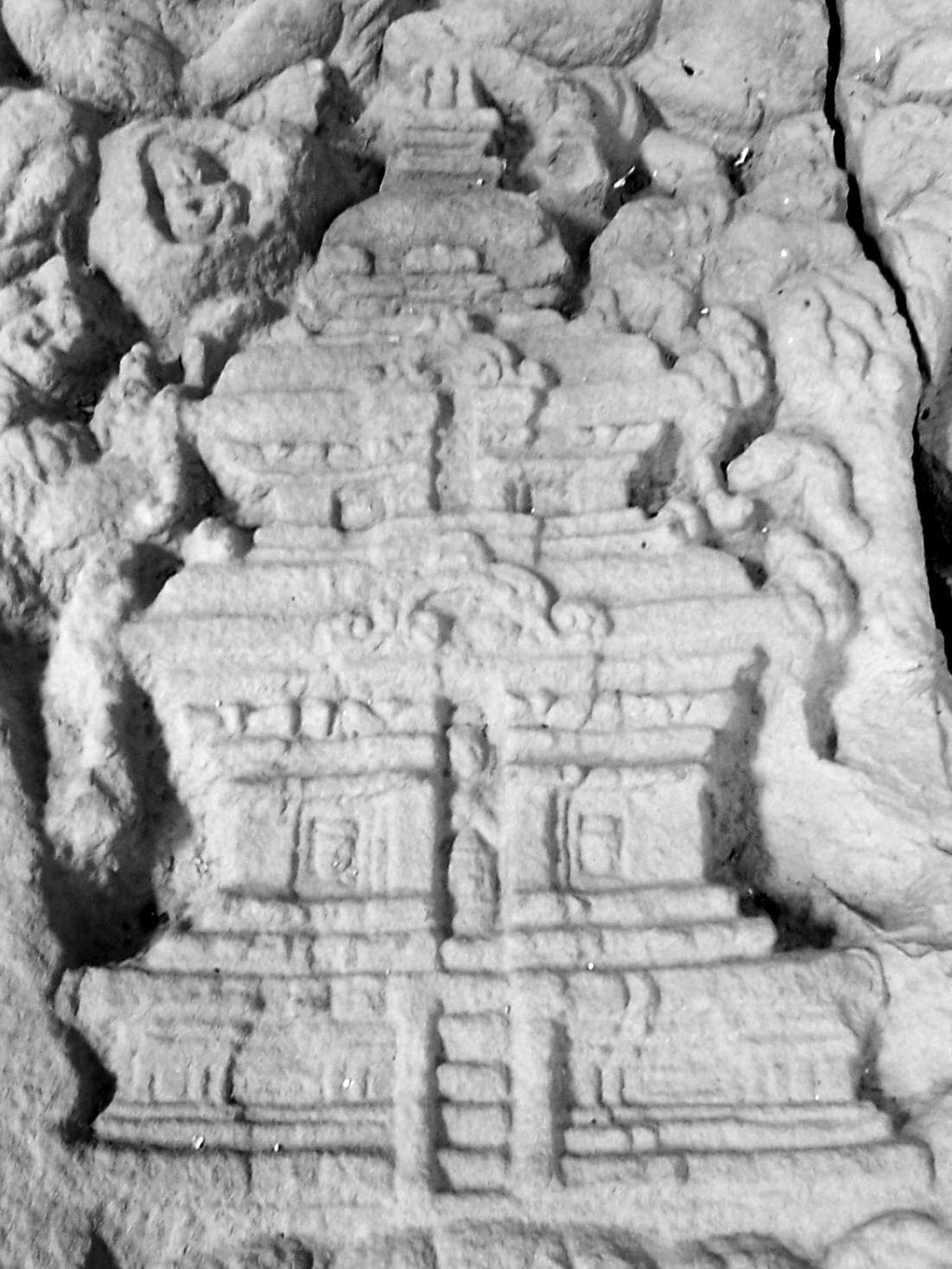
Un artista cham de aproximadamente el representando la torre del templo cham en este fragmento ubicado en el museo de My Son.

Reyes posteriores renovaron los templos más antiguos y construyeron otros añadidos. Durante muchos siglos, continuó la edificación de los templos y santuarios de varios tamaños, y My Son sirvió como el centro cultural y religioso de la civilización Cham en el centro de Vietnam, así como el lugar de entierro de reyes y líderes religiosos.: 71, 123, 125, 154–155, 164–165 
La mayor parte de los templos existentes en My Son, como el Isanabhadresvara, se construyeron en el siglo X.: 125  Desafortunadamente, las inscripciones de este período no han sobrevivido, excepto de forma fragmentaria. A comienzos del siglo X, el centro cham de poder estaba en Đồng Dương, no lejos de My Sơn. A finales del siglo, se había desplazado hacia el sur a la provincia de Bình Định por reveses militares en guerras con los viet. Sin embargo, los reyes cham continuaron renovando periódicamente los templos en My Son e incluso construyeron nuevas fundaciones. El último documento significativo cham en My Son es una inscripción en pilar del rey Jaya Indravarman V que data del año 1243. A principios del siglo XV, los cham habían perdido sus tierras más septentrionales, incluyendo la zona de My Son, en favor de los viet.

### Estudios modernos
Después de la conquista del centro de Vietnam por los viet y el ocaso y eventual caída de los champa, el complejo de My Son cayó en desuso y fue en gran medida olvidado. Fue redescubierto en 1898 por el francés M. C. Paris. Un año más tarde, miembros de la sociedad erudita llamada École française d'Extrême-Orient (EFEO) empezó a estudiar las inscripciones, la arquitectura y el arte de My Sơn. En 1904, publicaron sus hallazgos iniciales en el periódico de la sociedad llamado Bulletin de l'École française d'Extrême Orient (BEFEO). Henri Parmentier ofreció una descripción de las ruinas en My Sơn, y M. L. Finot publicó las inscripciones que se encontraron allí.

### Restauración
En 1937, estudiosos franceses empezaron a restaurar los templos de My Son. Los estudiosos franceses empezaron a restaurar los templos en My Sơn. En 1937 y 1938, el templo principal conocido como "A1" y los templos menores que lo rodeaban fueron restaurados. Otros grandes templos fueron restaurados entre 1939 y 1943. Sin embargo, muchos edificios históricos fueron destruidos durante la guerra de Vietnam. Bombarderos B52 de Estados Unidos hicieron bombardeos de saturación en la región en agosto de 1969. La región que lo rodea aún se considera peligrosa por la presencia de minas terrestres sin explotar.

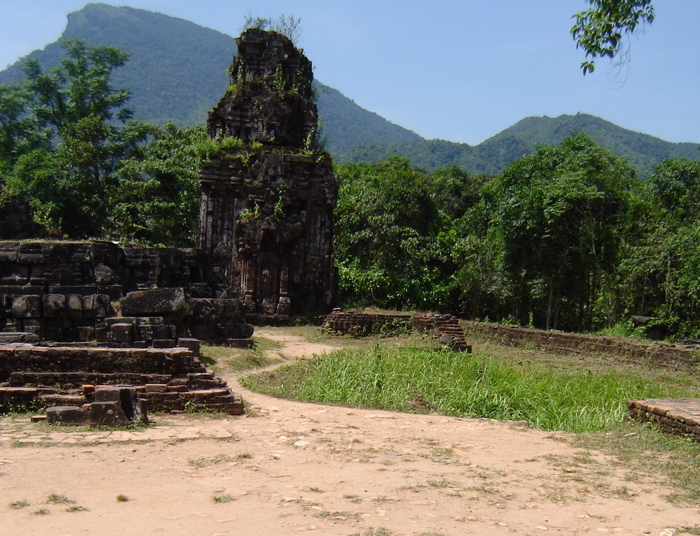
Las bombas lanzadas durante la guerra de Vietnam hicieron cráteres que aún son visibles.

La mayoría de los sitios con templos en el centro del complejo han sobrevivido hasta hoy en día. Sin embargo, persiste la preocupación por la firmeza de las estructuras de los templos que quedan, algunos de los cuales amenazan ruina. Aunque muchas estatuas han sido llevadas a Francia o a museos históricos en Vietnam, como el Museo de la escultura cham en Da Nang, otros pueden verse como un museo temporal que ha sido colocado en el lugar en dos de los templos, con recursos procedentes de Alemania y Polonia.
Desde 2002 hasta 2004, el Ministerio de Cultura de Vietnam dispuso de alrededor de 440.000 dólares estadounidenses para mantener el sitio. Un plan borrador de la UNESCO recibió fondos del gobierno de Italia y espónsores de Japón para evitar mayor degradación. Estos esfuerzos también reciben recursos del World Monuments Fund.

## Arqueología y arquitectura

### Tipos de edificios
Se cree que todos los edificios que quedan en My Son eran religiosos. Pertenecían a los siguientes tipos:
- Un kalan es un santuario de ladrillo, típicamente en la forma de una torre, solía albergar una deidad.
- Un mandapa es un vestíbulo contiguo a un santuario.
- Un kosagrha o "casa-fuego" es una construcción, típicamente con un tejado en forma de montura, solía albergar pertenencias valiosas dedicadas a una deidad o cocinar para la deidad.
- Un gopura es una torre-puerta que llevaba a un complejo de templos amurallado.

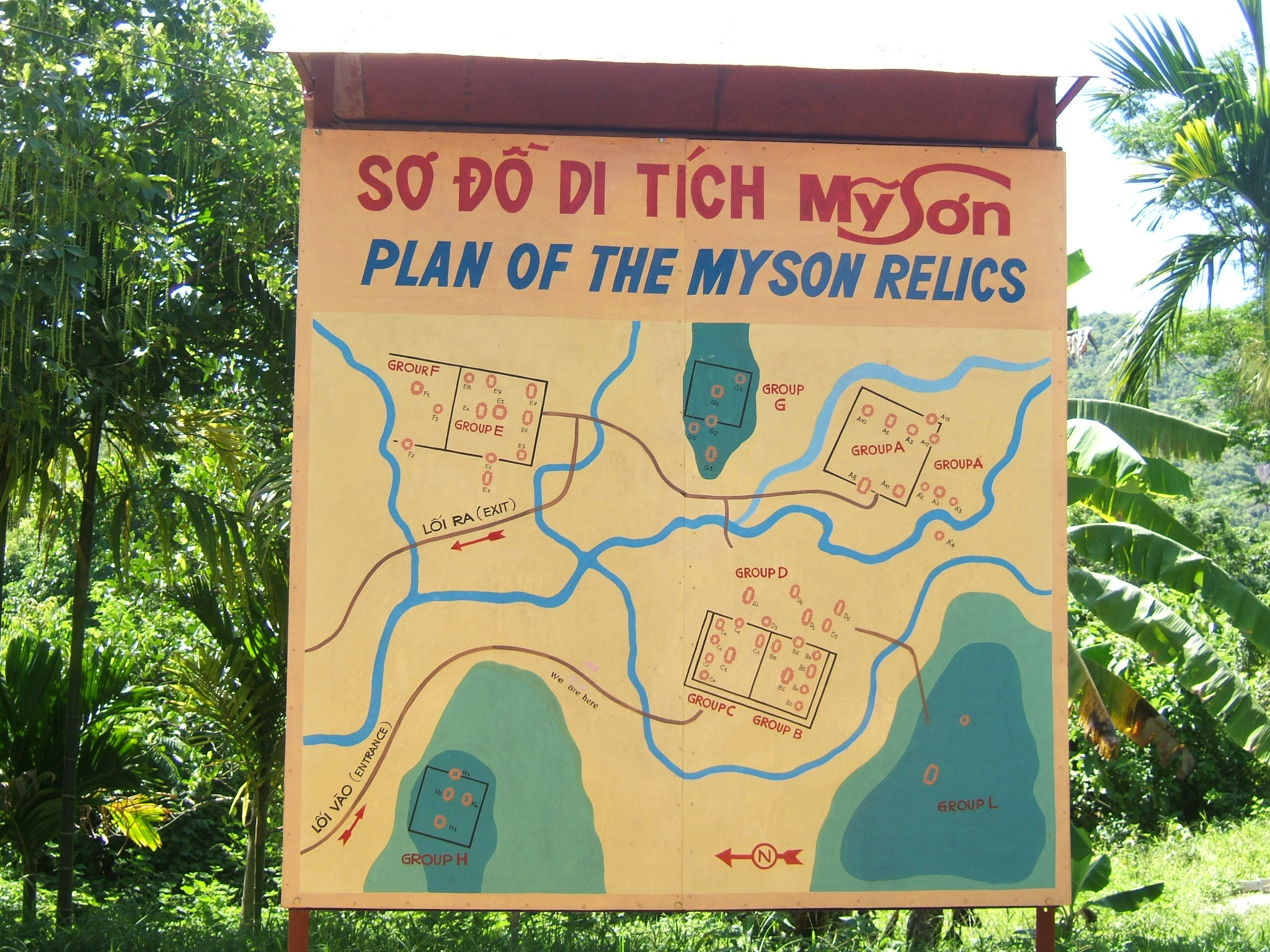
Este mapa muestra las ubicaciones relativas de los grupos de templos.

### Sistema para la identificación de los edificios
Cuando empezó sus estudios de My Son en 1899, Henri Parmentier encontró los restos de 71 templos. Los clasificó en 14 grupos, incluyendo 10 grupos principales cada uno formado por múltiples templos. Con el propósito de identificarlos, asignó una letra a cada uno de estos grupos principales: A, A', B, C, D, E, F, G, H, K. Dentro de cada grupo, asignó números a los edificios que lo formaban. Así "My Son E1" se refiere al edificio en My Son que pertenece al grupo "E" que ha recibido el número "1."

### Estilos arquitectónicos
Los historiadores del arte han clasificado el legado arquitectónico y artístico de Champa en siete estilos o fases artísticas de desarrollo. Seis de los estilos están representados en My Sơn, y dos se cree que se originaron precisamente aquí. Se conocen como el Estilo E1 de My Son y el Estilo A1 de My Son. En particular el templo conocido como "A1" es a menudo considerado como la obra maestra arquitectónica de los Cham. Los seis estilos de la arquitectura cham representados en My Son son los siguientes:
- El estilo de My Son E1 y F1 datan del siglo VIII. Desafortunadamente, el templo conocido como "E1" está hoy en ruinas. El estilo que está establecido está representado hoy por dos obras de arte que anteriormente pertenecieron al templo pero hoy se encuentran en el Museo de Escultura Cham en Da Nang: un pedestal y un tímpano.
- El estilo ejemplificado por My Son A2, C7 y F3 es similar al estilo de Hòa Lai desde el siglo IX.
- El estilo Đồng Dương de finales del siglo IX se refleja en My Sơn A10, A11-13, B4 y B12. Este estilo se llama así por la ciudad vietnamita que ocupa el lugar de la ciudad del siglo IX y el monasterio budista de Indrapura. El lugar arqueológico del monasterio ha sido en gran medida destruido; afortunadamente, los estudiosos franceses de principios del siglo XX fueron capaces de crear diagramas de su esquema general y la disposición de sus edificios. Numerosas obras escultóricas pertenecientes a este estilo sobreviven en museos vietnamitas.

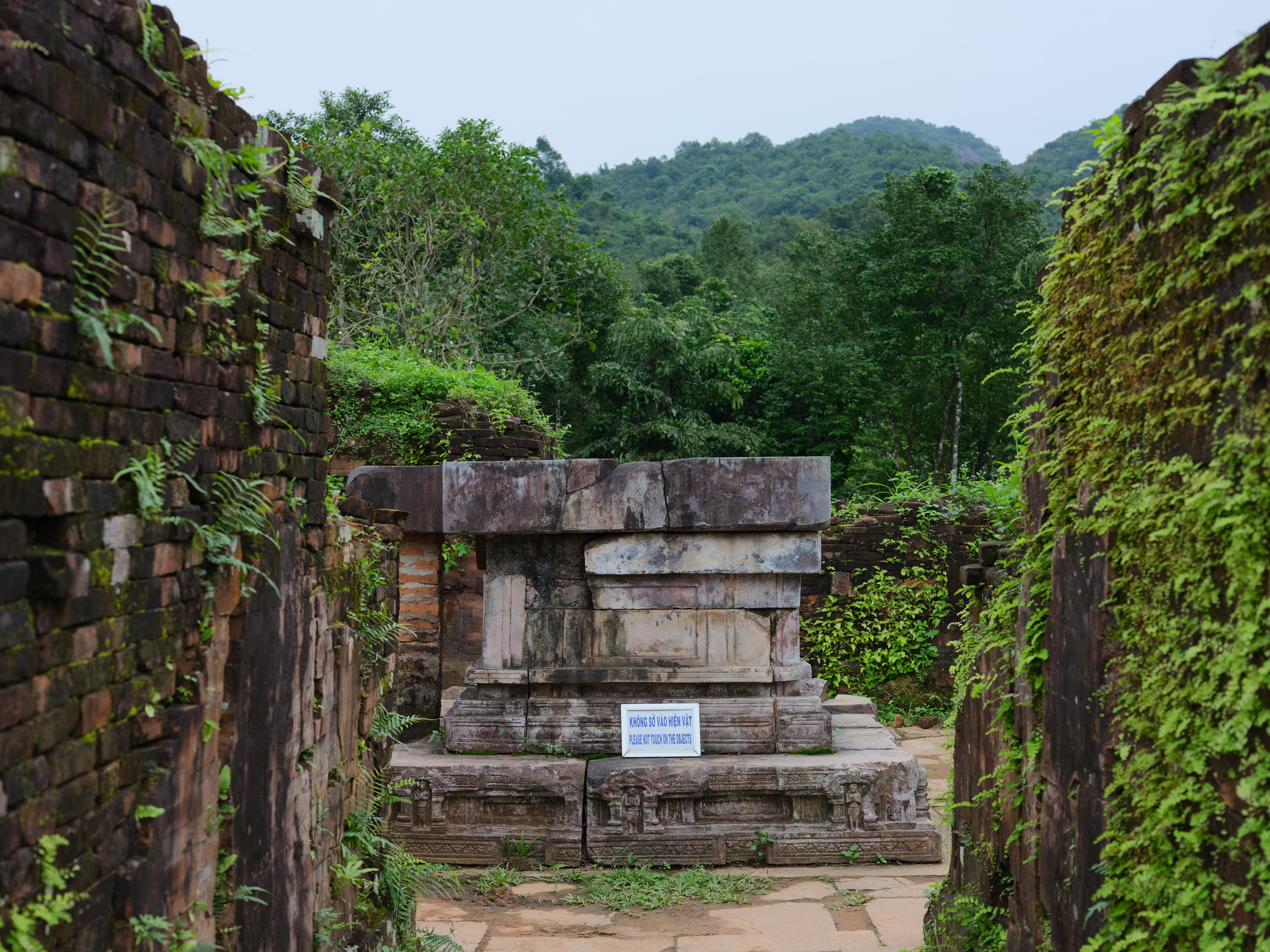
Este pedestal y el contorno de una pared son todo lo que queda del antiguamente magnífico templo llamado "A1."

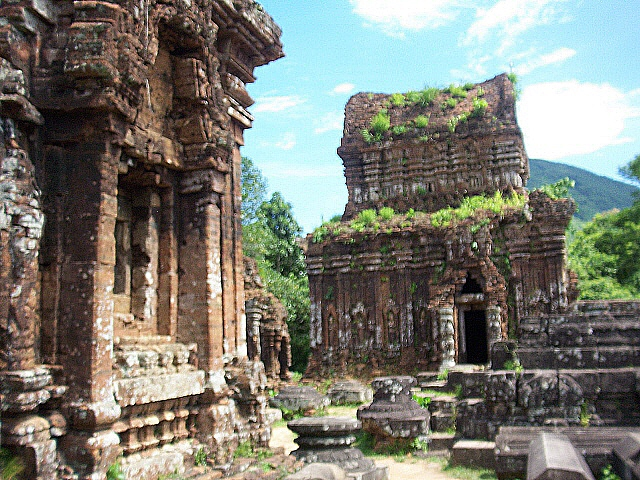
El almacén conocido como "B5" (en el fondo) es el ejemplo más sobresaliente que queda del estilo A1 de My Son.

- El Estilo A1 de My Son del siglo X es ejemplificado por B5, B6, B7, B9, C1, C2, C5, D1, D2 y D4 de My Son. Es el estilo más intensamente representado en My Son, y es conocido por su elegancia y gracia. El tocayo del estilo y el ejemplo arquitectónico más importante, la torre en el pasado magnífica conocida como "A1," está en gran medida en ruinas. Es un mote de tierra, rodeado por escombro y el perfil de una pared, en el centro de la cual se alza un pedestal blanquecino. Un modelo a escala del anterior templo creado por investigadores japoneses así como una vista frontal esquemática se exhiben en el Museo de Escultura Cham en Da Nang. Lo más sorprendente de los edificios que quedan pertenecen al estilo puede ser el almacén B5, que ejemplifica el tejado en forma de silla de montar peculiar de la arquitectura cham. El estilo A1 de My Son es a veces conocido también como el estilo Tra Kieu Style, por la cercana ciudad de Trà Kiệu que puede ser el sitio de la histórica ciudad cham de Simhapura.[27] Muchos ornamentos arquitectónicos de este estilo sobreviven y se muestran en el Museo de Escultura Cham.
- Un estilo de transición a principios del siglo XI hasta mediados del XII se muestra en E4, F2, y el grupo K de My Son.
- El estilo de Bình Định]] que prevaleció en la arquitectura cham desde finales del siglo XI, cuando el centro de la política cham fue desplazada hacia el sur desde la zona alrededor de My Son a Vijaya en la provincia de Bình Định, hasta el principio del XIV está representado por My Son B1 y los grupos G y H.

### Técnicas constructivas
La mayor parte de los templos en My Son se hicieron en ladrillo rojo y solo uno (el templo etiquetado como "B1") se hizo en piedra. Incluso las tallas decorativas de los templos cham se cortaban directamente en los propios ladrillos, más que en lajas de arenisca insertadas en paredes de ladrillo como se puede observar en el templo camboyano del siglo IX de Bakong.
Hasta el día de hoy, las técnicas de construcción usadas por los constructores cham no se comprenden del todo. Entre los extremos que aún no se han resuelto por completo está la cuestión del cocido de los ladrillos, el mortero entre los ladrillos, y las tallas decorativas que se encuentran en los ladrillos.

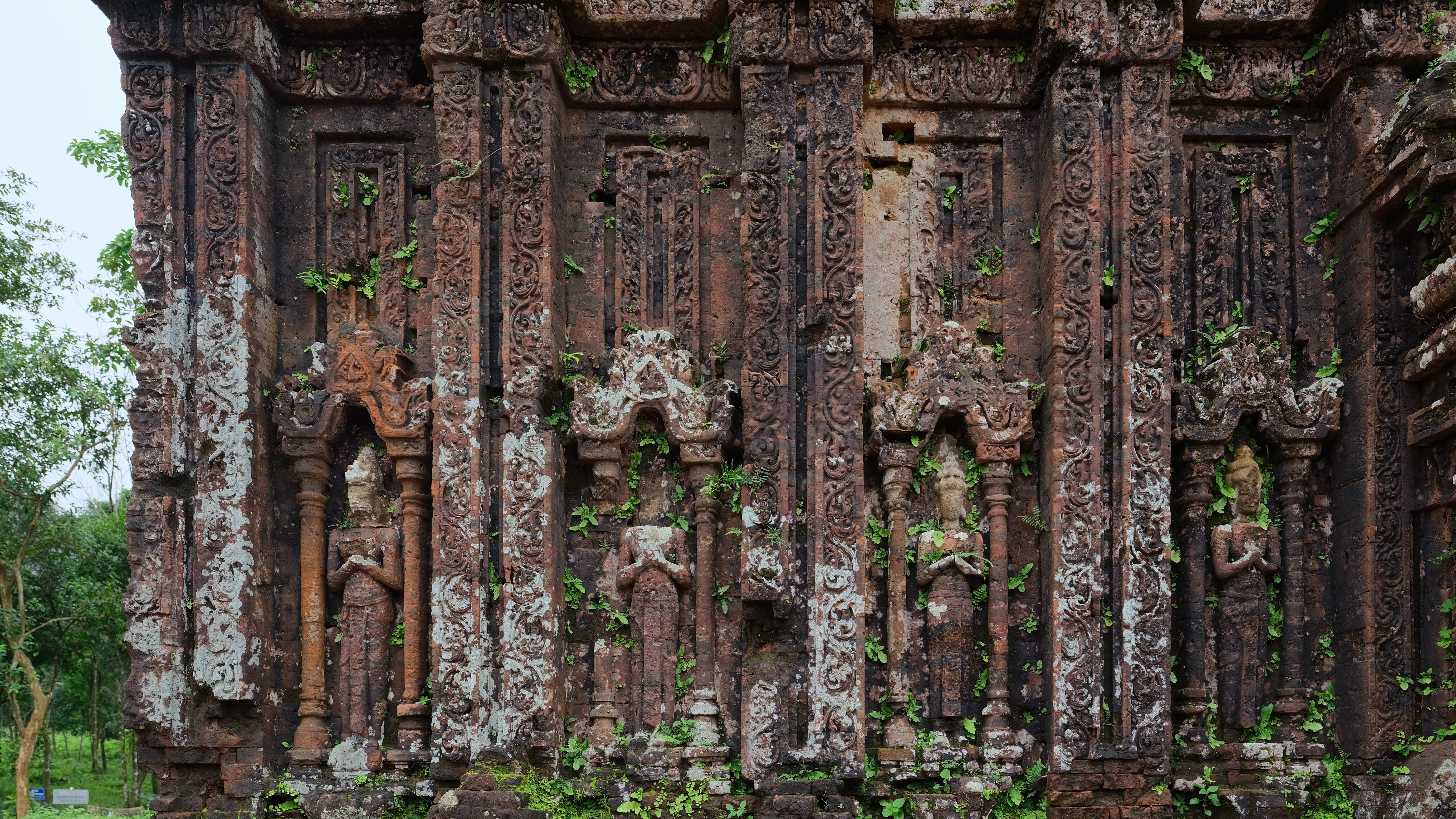
Los templos en My Son están hechos de ladrillo rojizo. Tallas decorativas han sido cortadas directamente en los ladrillos.

- Se desconoce en qué punto el proceso de construcción se endurecían los ladrillos. No se sabe si se endurecían primero, y luego colocados para construir las estructuras, o si se erigían las estructuras con ladrillos parcialmente endurecidos, después de lo cual toda la estructura se calentaba al fuego para terminar el endurecimiento de los ladrillos. La hipótesis de que toda la estructura se volvía a calentar después de ser montadas viene apoyada por evidencia de que el mortero entre los ladrillos estuvo en algún momento sometido a altas temperaturas. La hipótesis contraria viene apoyada por la observación de que las estructuras no tienen restos de haber soportado los fuegos grandes e intensos que serían necesarios para recalentarlos en su conjunto.[30]
- ¿Cómo los ladrillos se mantenían juntos? Una hipótesis es que los constructores de My Son desarrollaron una forma de unir los ladrillos usaron resina vegetal propia del centro de Vietnam. Otra hipótesis es que los constructores usaron mortero pegajoso realizado con la misma arcilla que los propios ladrillos. Esta segunda hipótesis está apoyada en pruebas químicas que no han encontrado rastros de sustancias orgánicas entre los ladrillos y, en lugar de ello, sustancias minerales similares a las presentes en el núcleo de los ladrillos. Hoy el mortero que en el pasado mantuvo juntos los ladrillos ha desaparecido en gran medida, e incluso un viento fuerte puede tirar ladrillos sueltos de las estructuras.[31]
- ¿En qué punto del proceso se hacían las tallas decorativas? ¿Se construían primero las paredes y luego se tallaban, o se tallaban los ladrillos primero y luego se unían para crear las paredes? Un examen de las tallas revela que no hay líneas rotas como podría esperarse si los ladrillos se tallasen primero y luego colocados; y como resultado de ello los estudiosos han concluido que los artesanos cham hacían las tallas directamente en las paredes de ladrillo terminados.[32]

### Inscripciones
La gente de Champa mantuvo documentos escritos tanto en sánscrito como en antiguo cham. 

## Galería

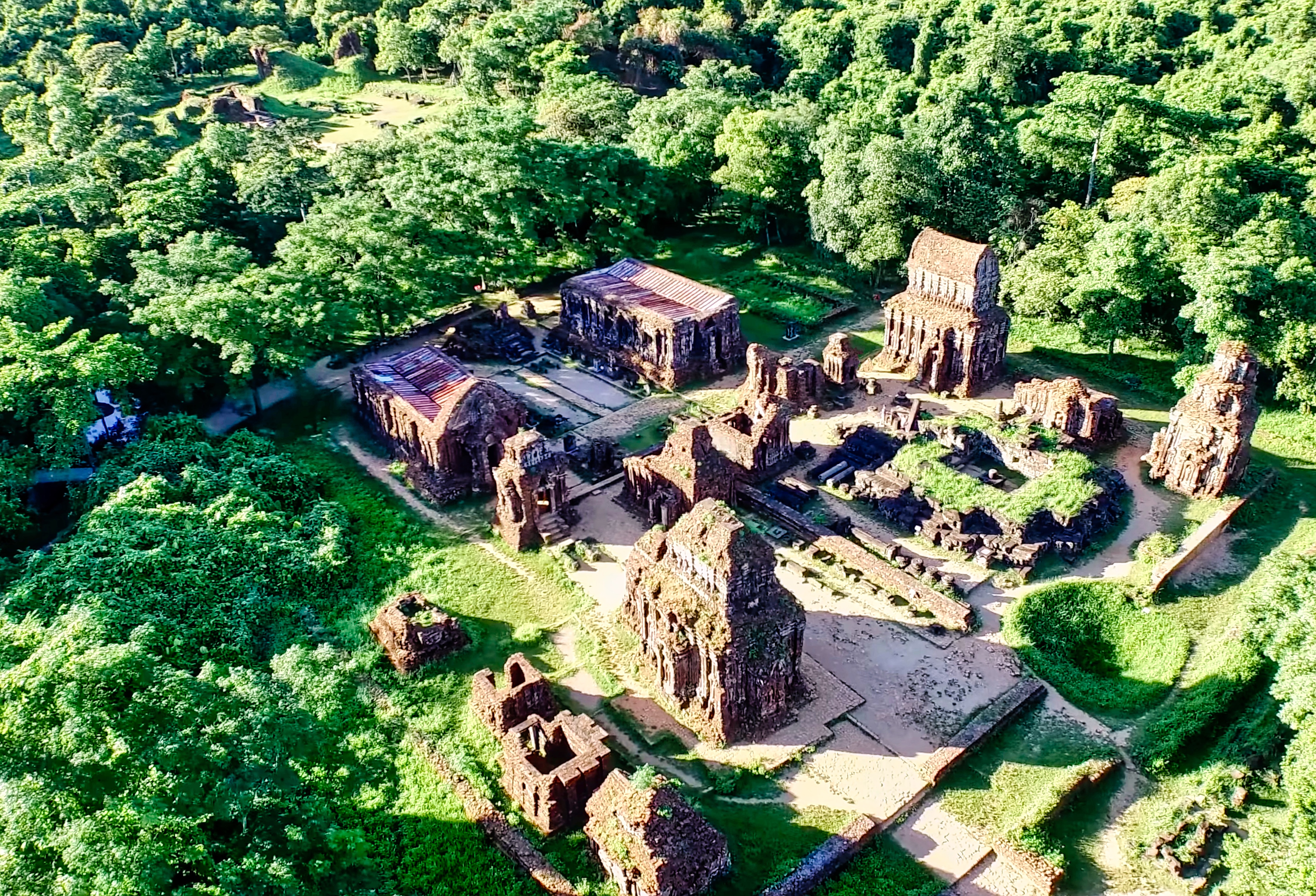
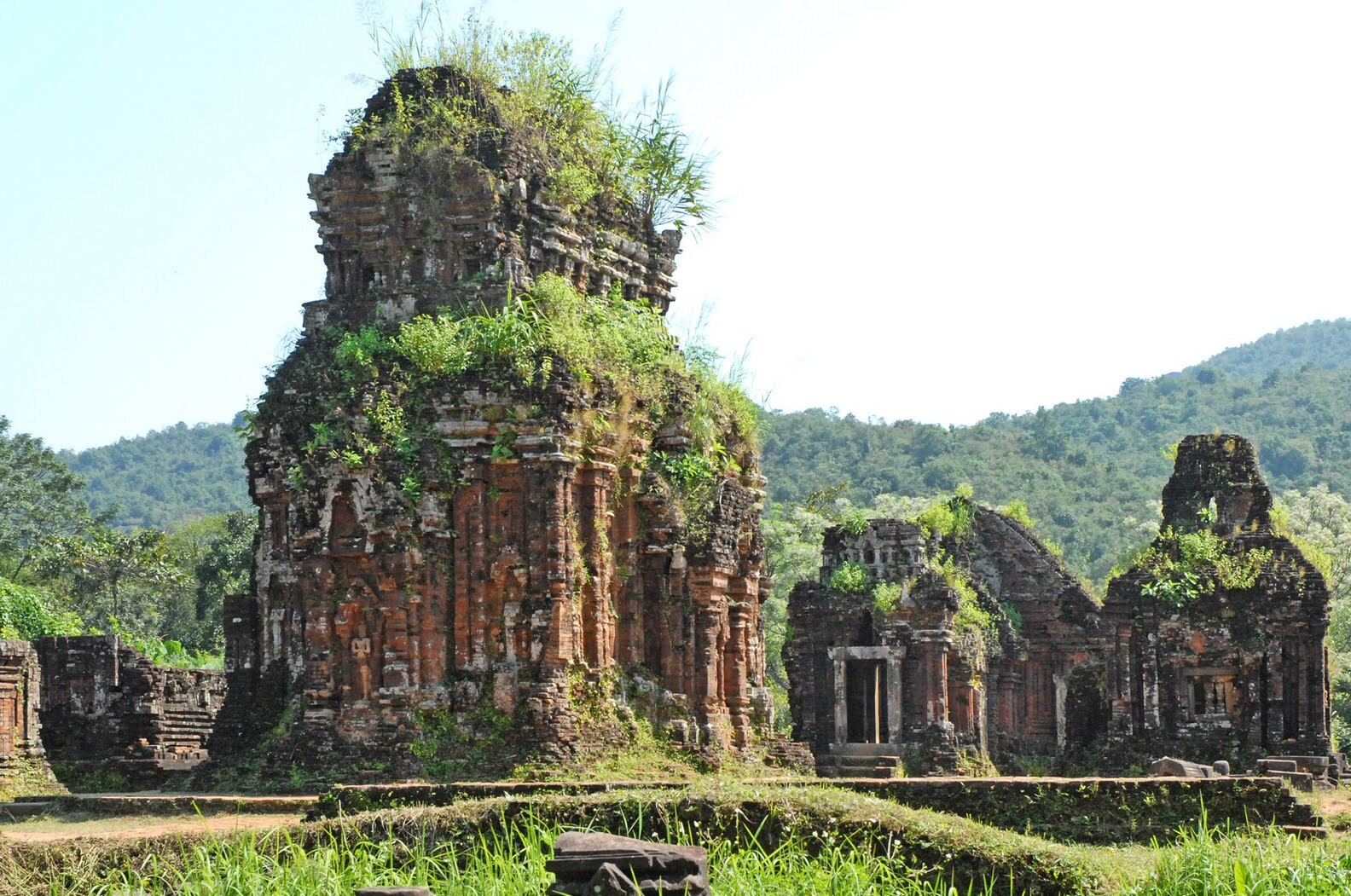
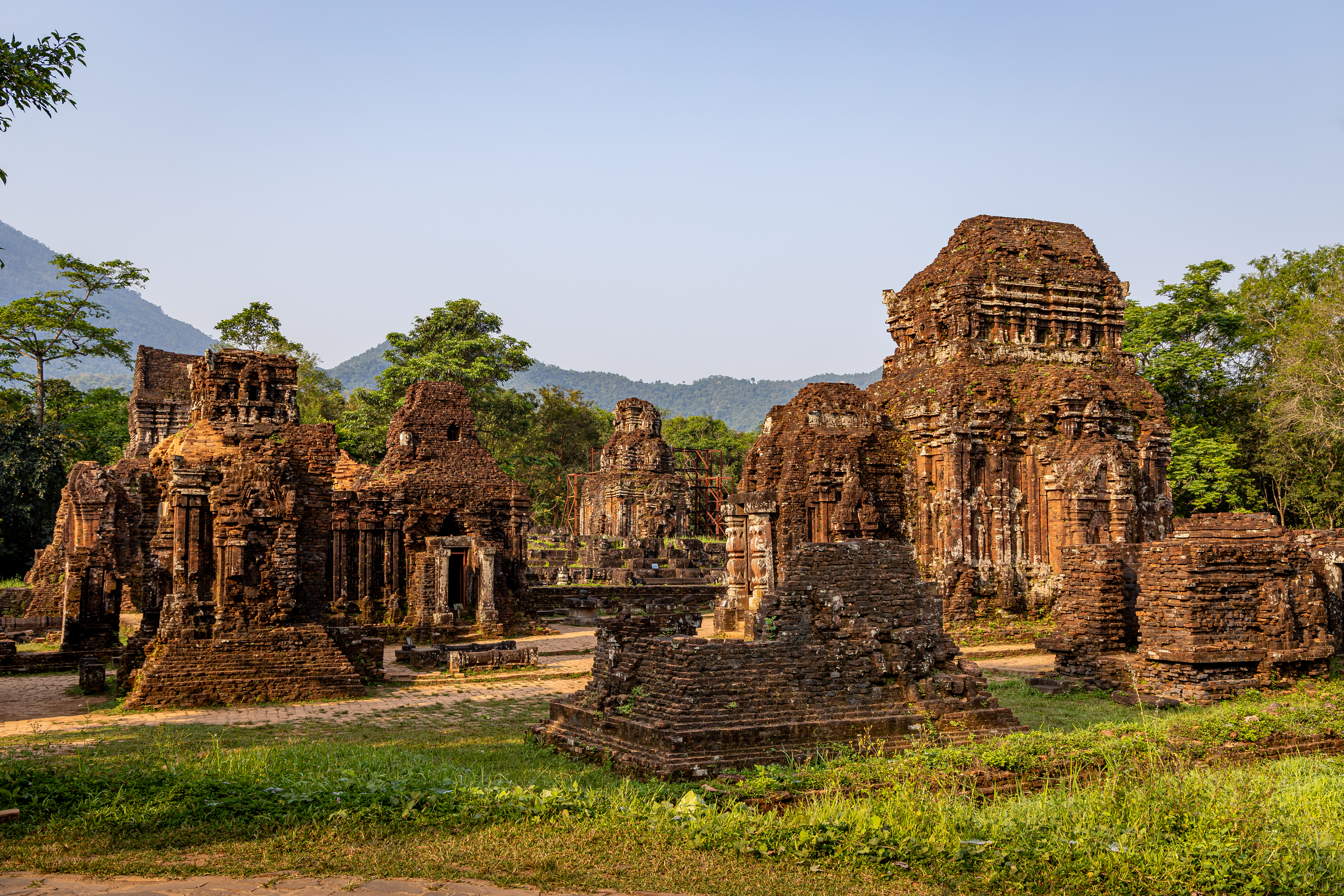
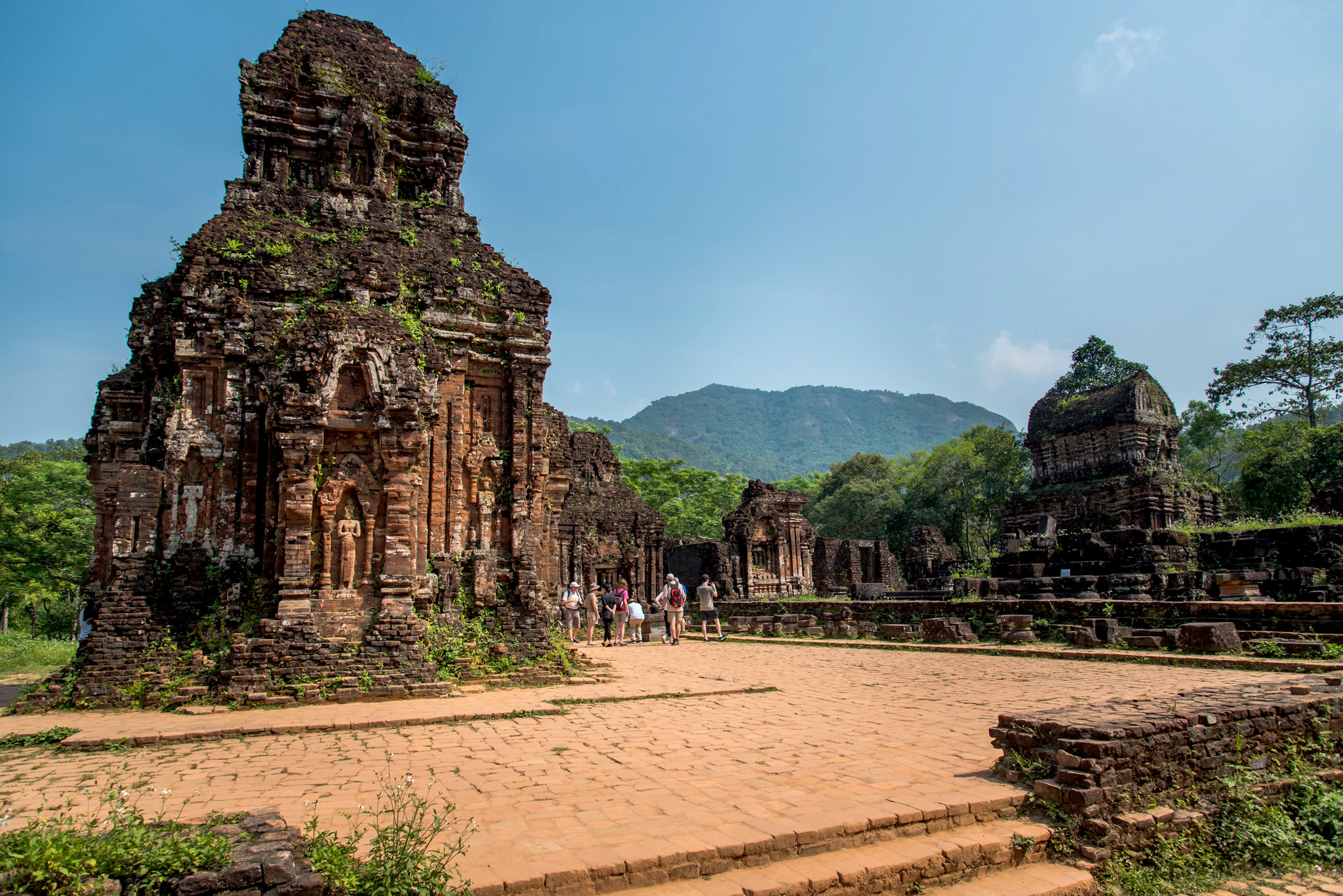
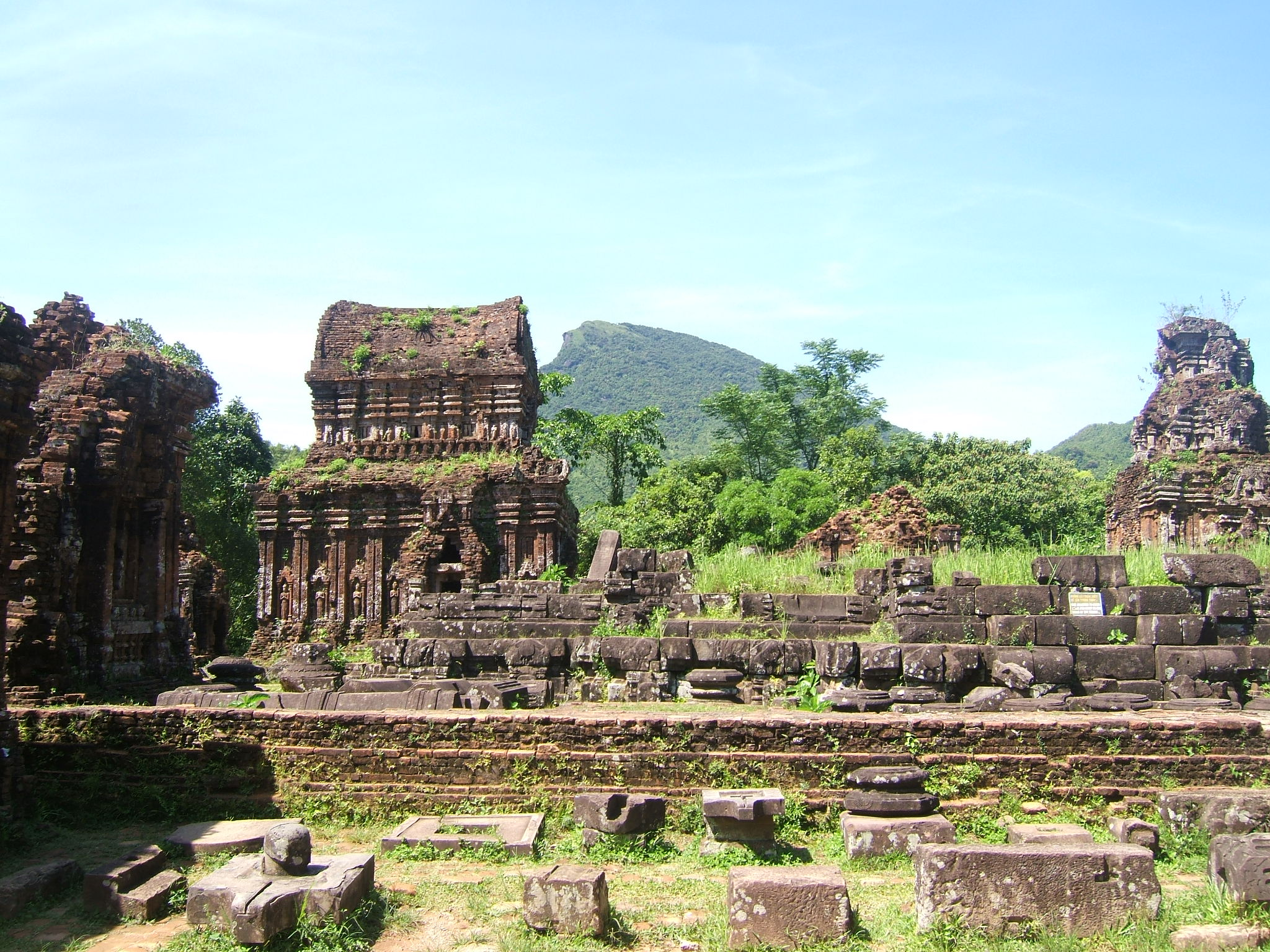
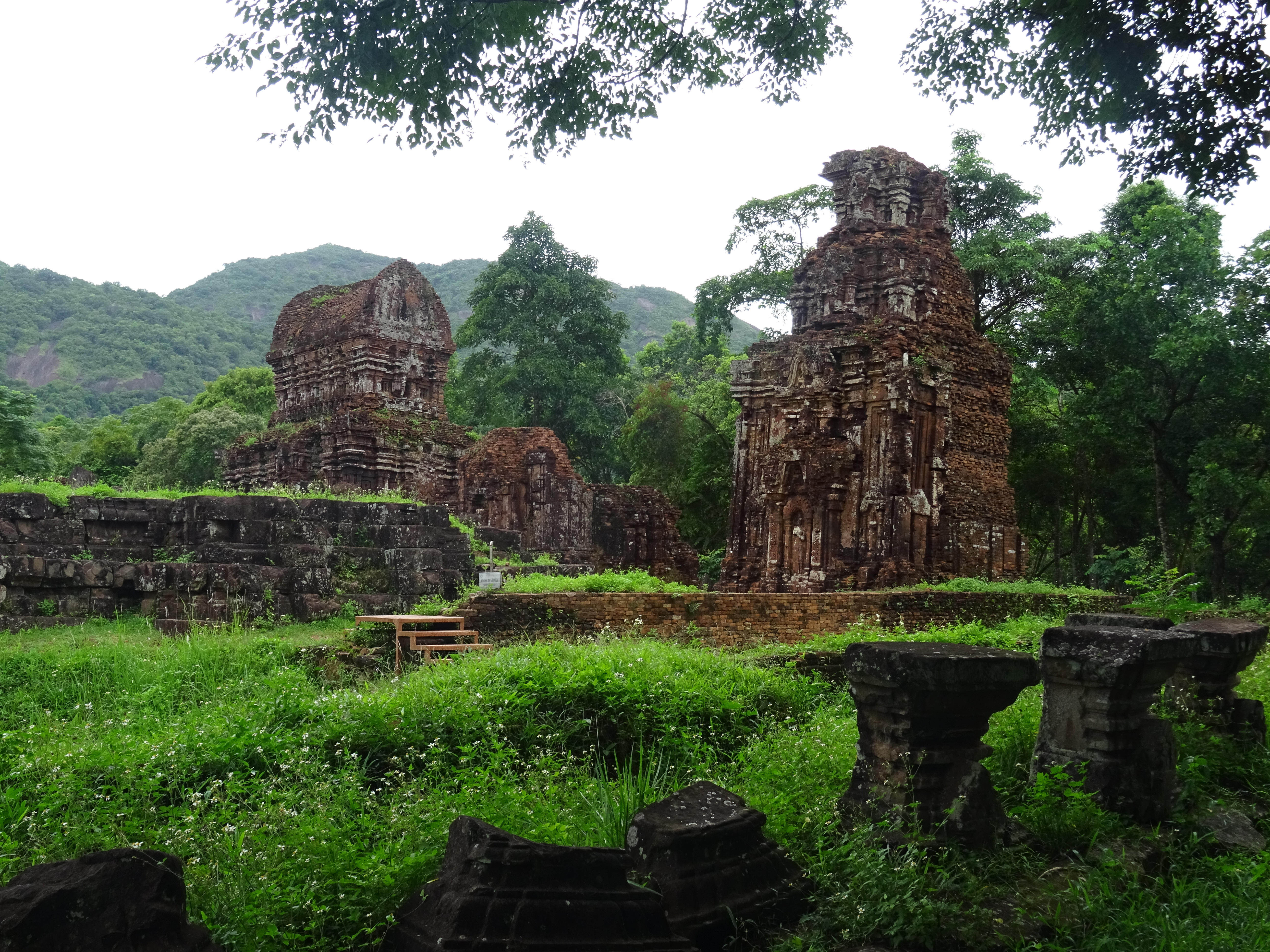
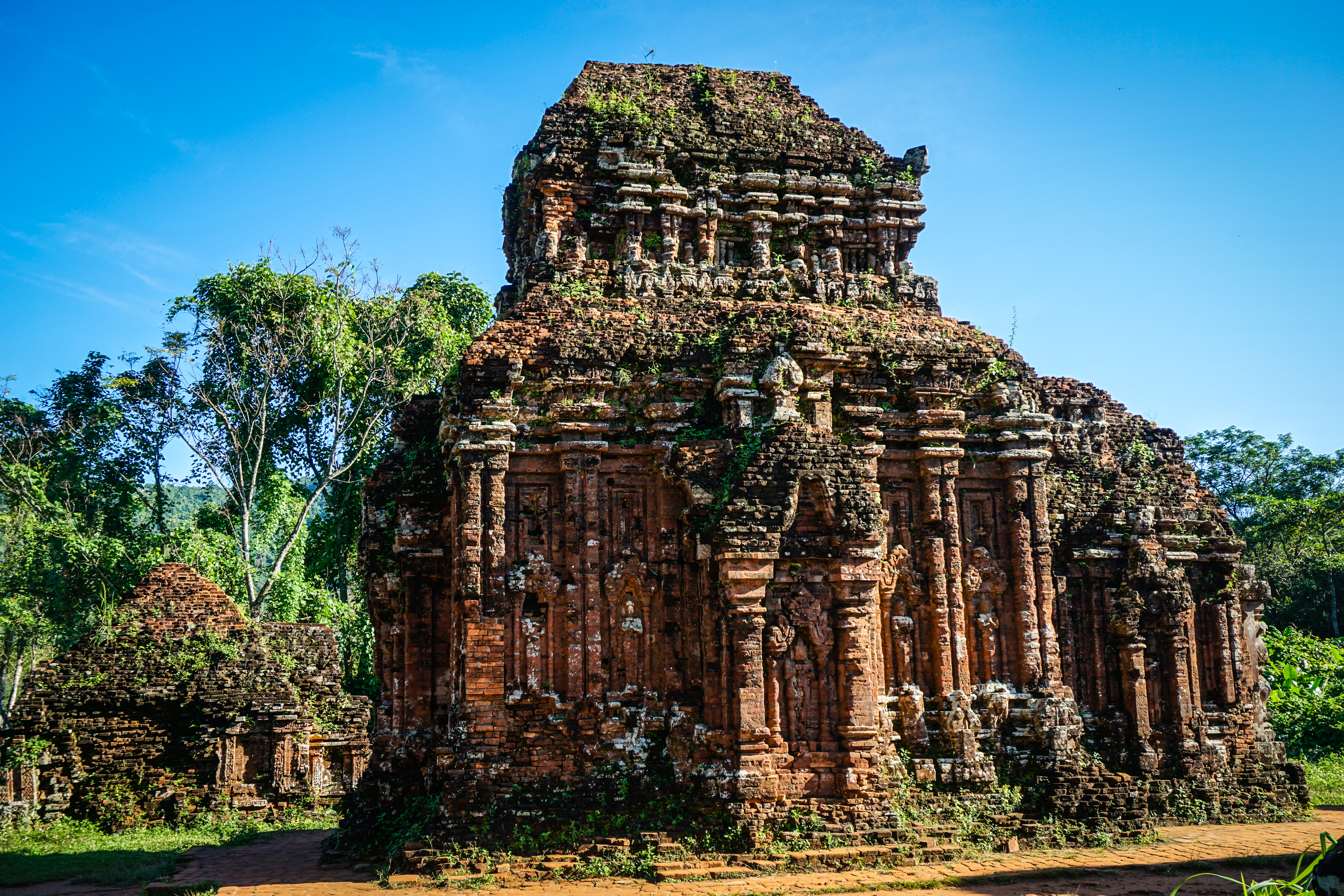
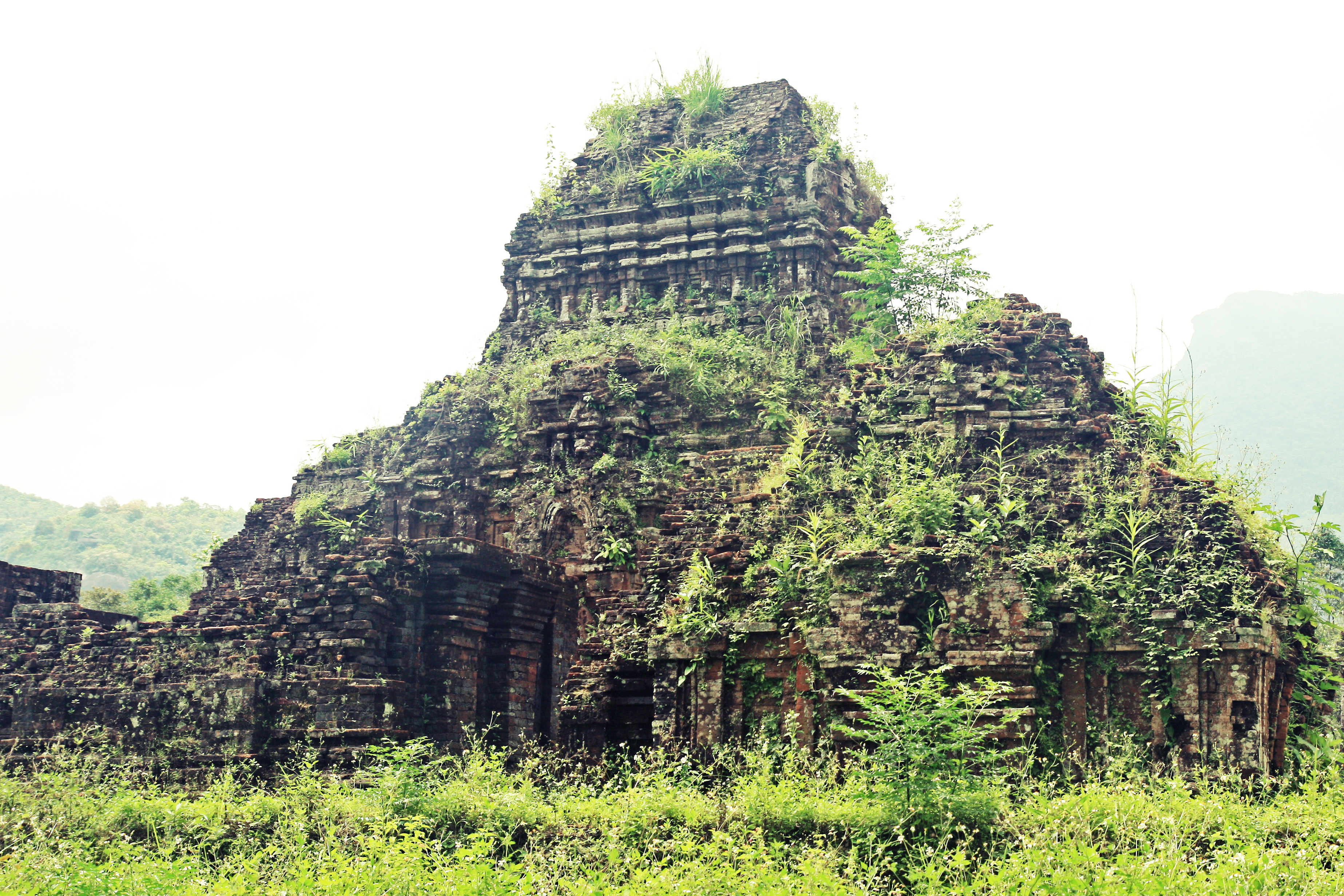
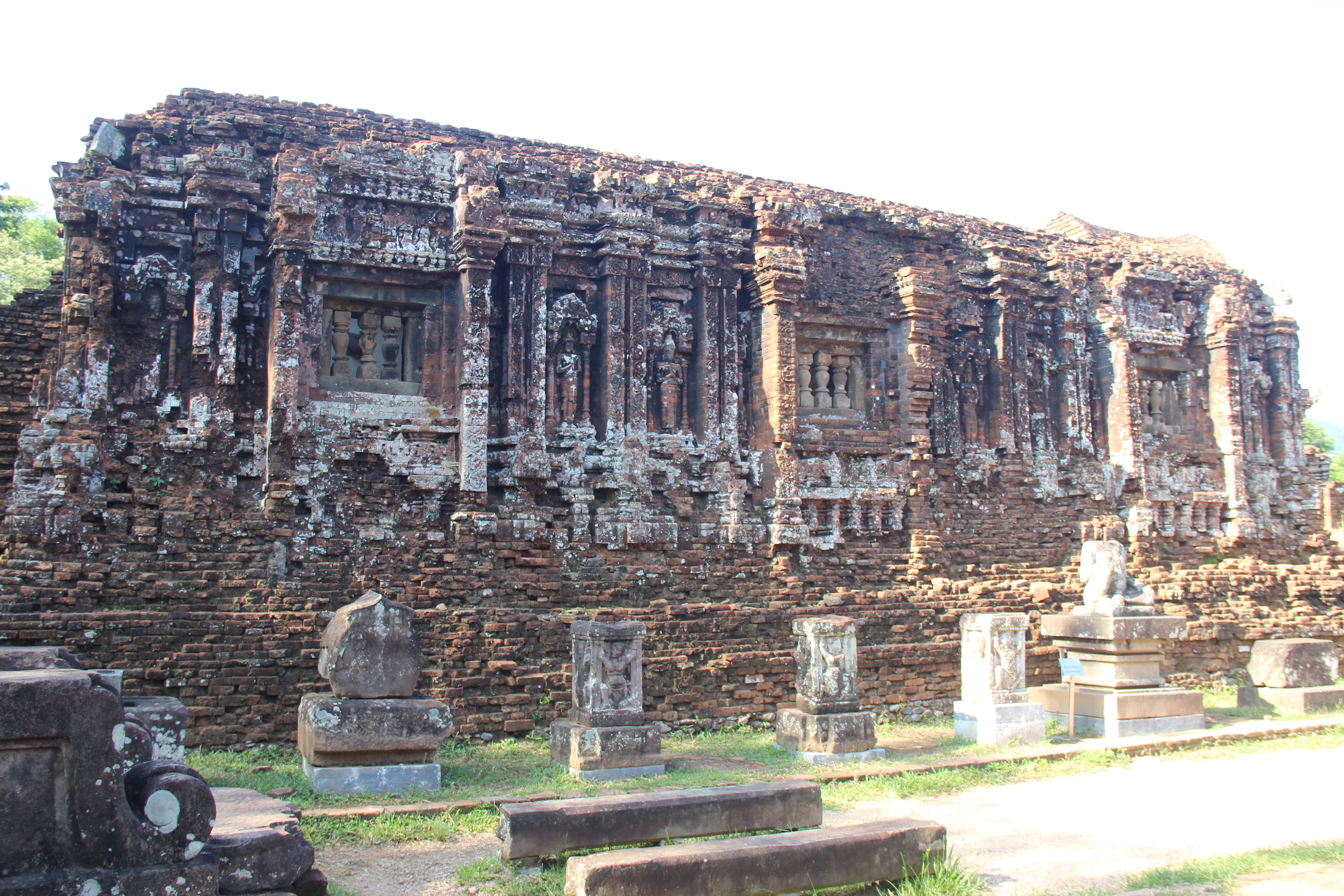
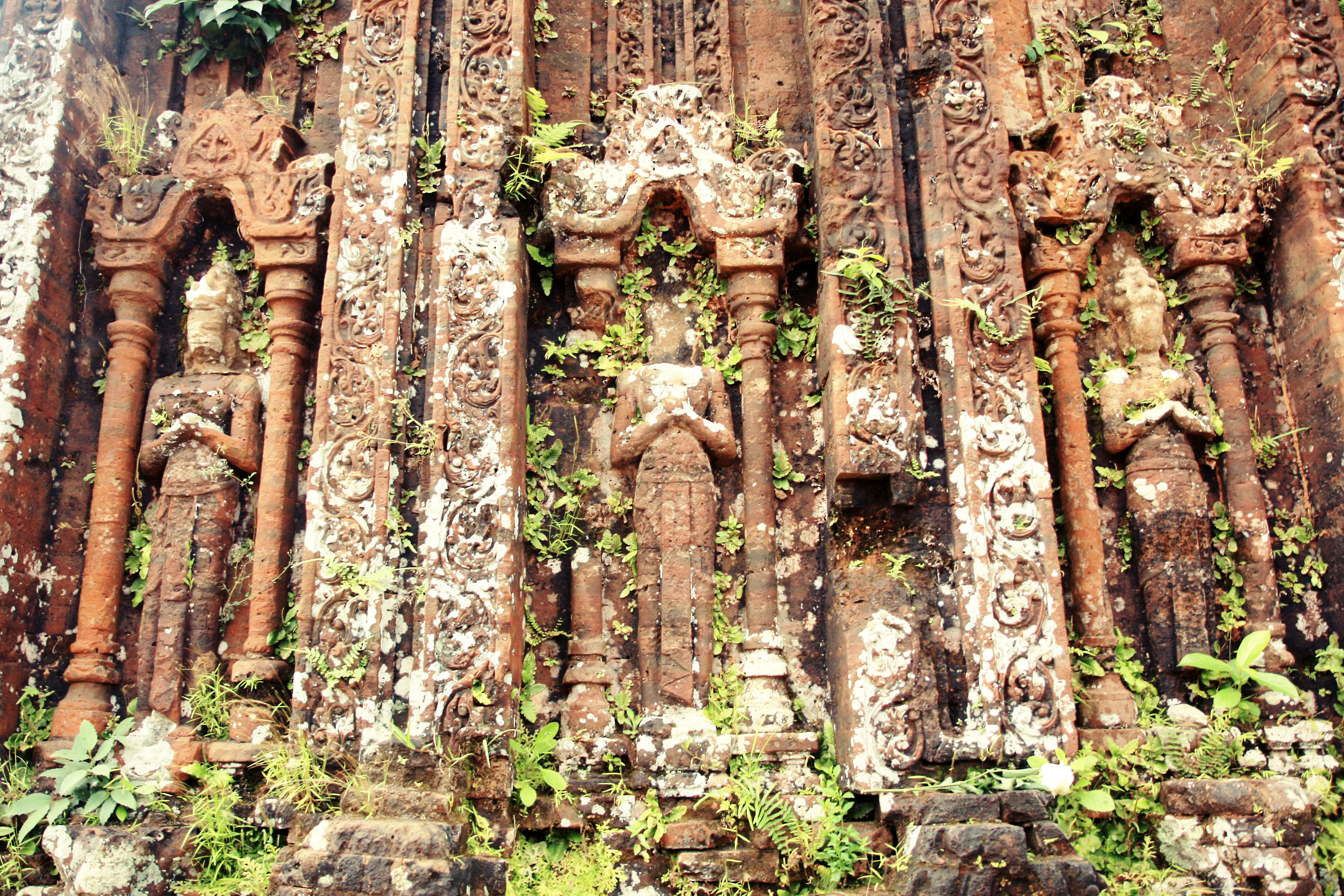
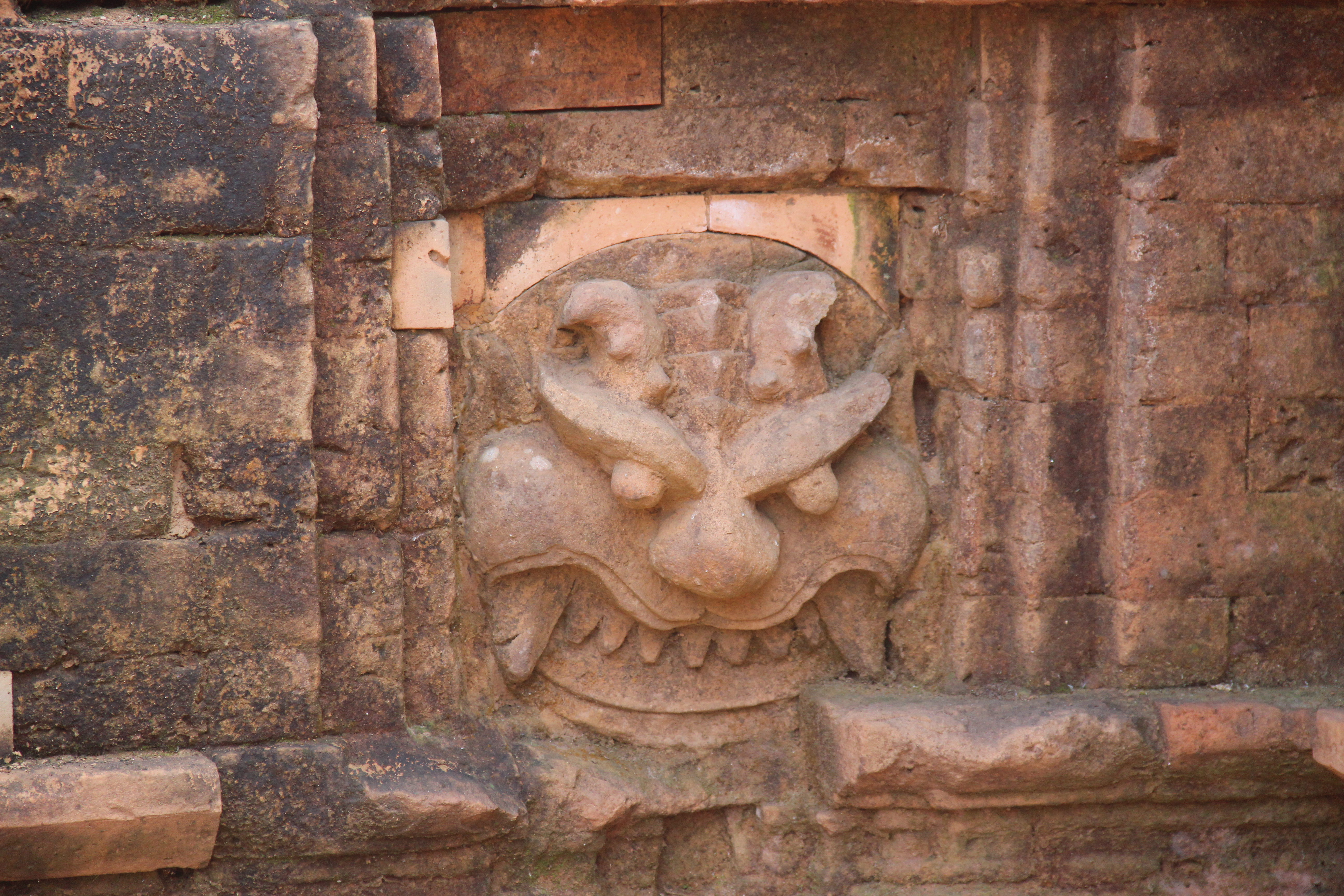
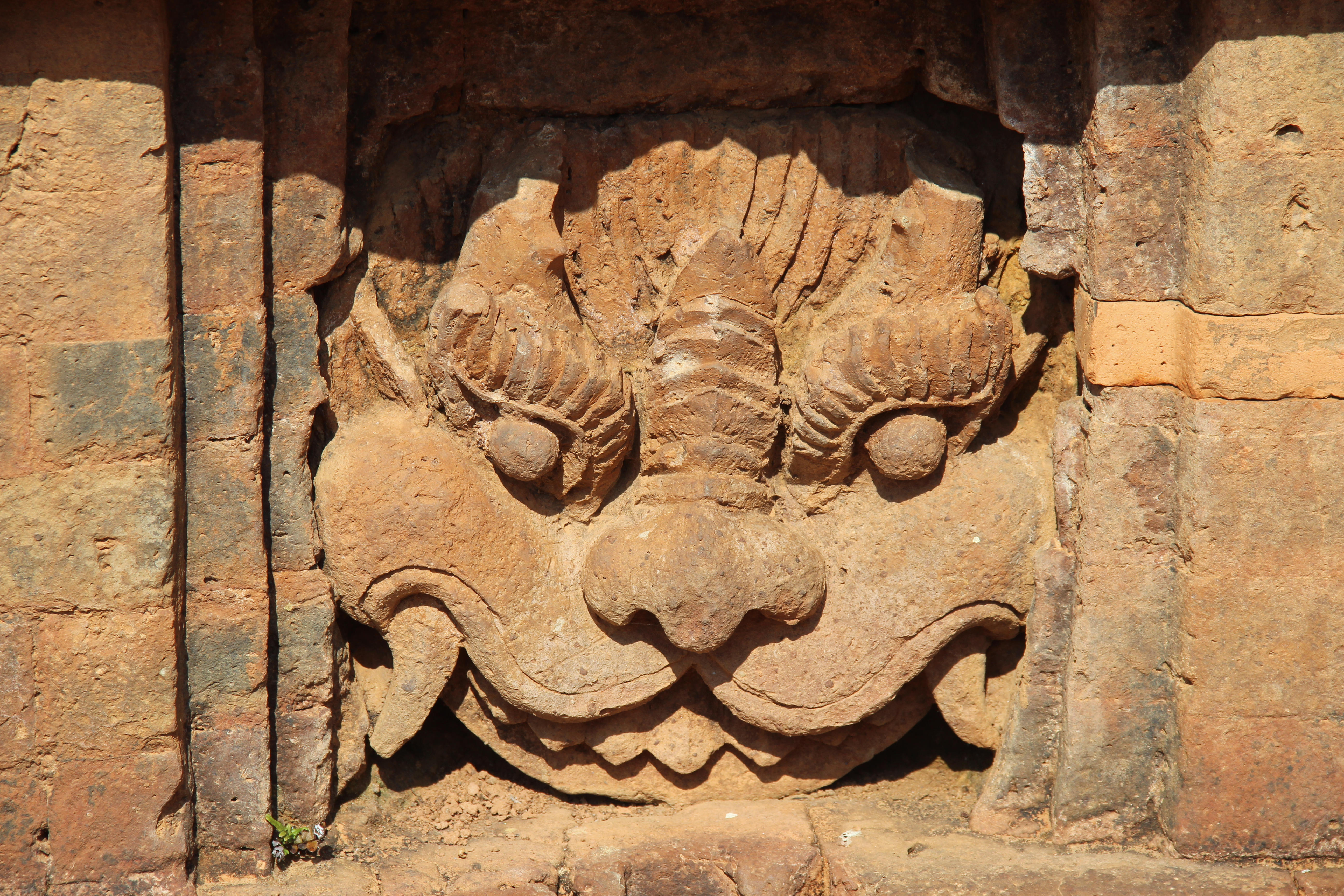